# Комінгс

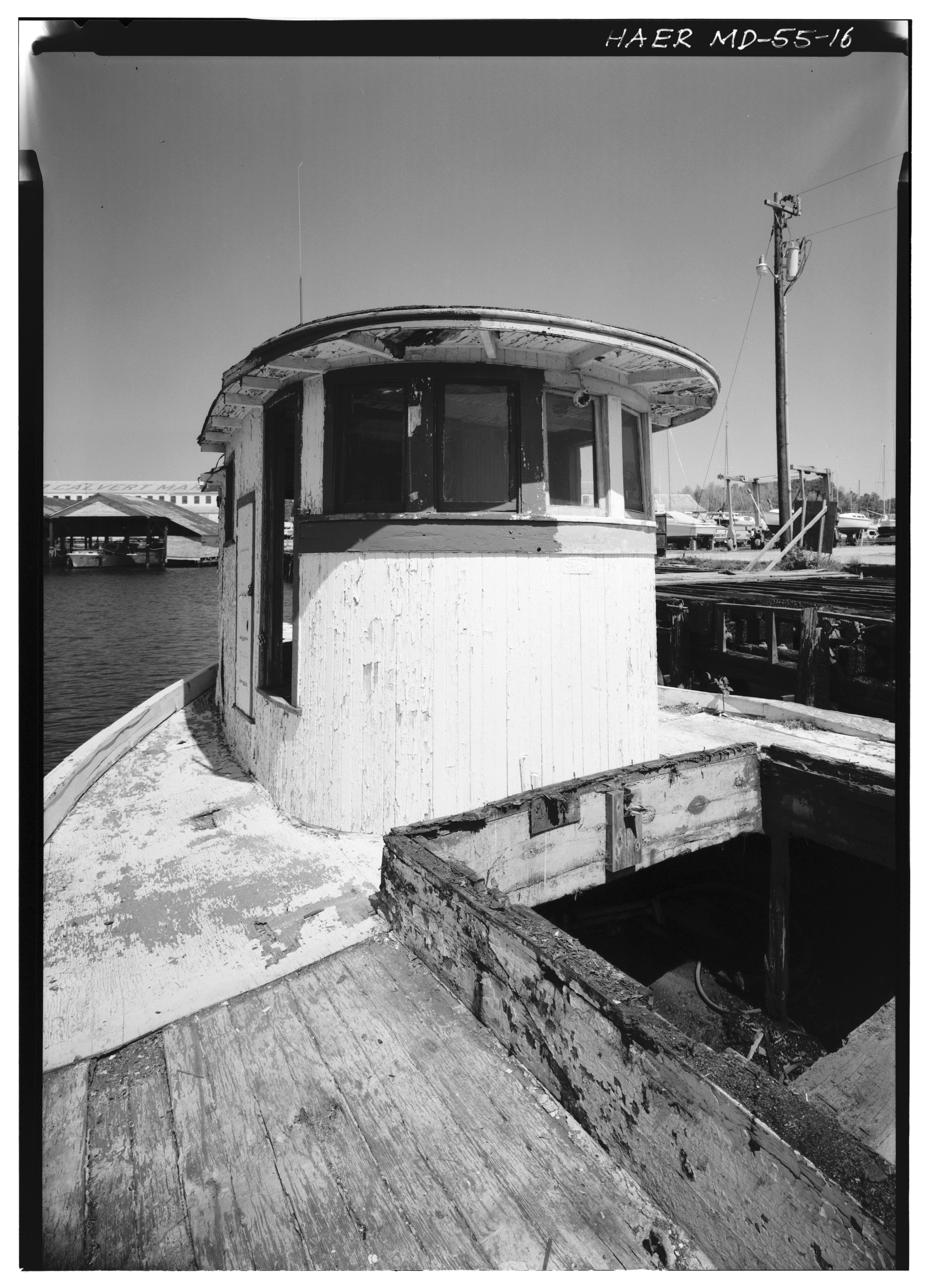
Дерев'яний комінгс люка на Бугі (човен).

Ко́мінгс (від англ. coamings — множини слова coaming, можливо, пов'язаного з comb, «гребінь») — конструкція зі сталевих листів або дерев'яних брусів, що огороджує по периметру виріз у палубі, платформі, майданчику, перебірці, півперебірці, вигородці, настилі другого дна і бортах судна. Комінгсами споряджують, передусім, вантажні, світлові та східні люки від попадання води всередину приміщень. Кріплення комінгса до палуби здійснюється за допомогою кутиків. Всі двері на судні також мають комінгс висотою від 50 до 300 мм.
На підводних човнах є так званий комінгс-майданчик — відполіроване кільце з нержавіючої сталі, розташоване в районі вихідних шлюзових камер. На нього опускається по ведучому тросу водолазний дзвін, також на нього можуть сідати підводні автономні апарати для порятунку особового складу підводного човна.
Від комінгса слід відрізняти кап (від англ. cape — «капа, плащ-накидка», або від нім. Kappe — «ковпачок, кришка») — закриту конструкцію над вирізами у палубі, що складається з вертикальних стінок і настилу з підкріплювальним набором.